# Соболево (Камчатский край)
Со́болево — село в Камчатском крае России, административный центр Соболевского района. Образует Соболевское сельское поселение.

## География
Расположено в 389 километрах от Петропавловска-Камчатского, в пределах Западно-Камчатской низменности. Находится вблизи нерестовой реки Большая Воровская. Вытянуто по меридиану с северо-востока на юго-запад.  .

## История и краткая характеристика
Согласно Крашенинникову, село Соболево существовало ещё до 1700 года. Село возникло до 1797 года. В связи с расположением на берегу реки Воровской называлось Воровским. После 1912 года называлось Мономаховым — по фамилии последнего царского губернатора Камчатки Н. В. Мономахова. Переименовано в Соболево 25 февраля 1918 года. Впоследствии территория современного Соболевского района, а также Соболево активно заселялось русскими. В советские годы в селе появился рыбхоз «Пионер Запада». Село стало центром быстроразвивающейся рыбной отрасли. С перестройкой в селе наметился упадок. Небольшой подъём экономической активности пришёлся на середину 2000-х. После строительства газопровода и технологического проезда вдоль него, который для района носит социальный характер и является «дорогой жизни» для развития всего района. Стало проще с доставкой продуктов питания, с передвижением граждан в город, привозом строительных материалов для благоустройства населенных пунктов района. В результате чего, в районе произошёл экономический рост. Единственное поселение на Камчатке, где газифицированы котельные и частные жилые дома. Соболевская средняя школа по своему оснащению и благоустройству одна из лучших школ на Камчатке. За последние годы в районе построены 14 современных рыбодобывающих и перерабатывающих заводов, в которых созданы рабочие места для приезжих. В рамках благоустройства в селе проложены тротуарные дорожки. С 2016 года ведутся работы по асфальтированию дорог, улиц и придомовых территорий в селе Соболево. Во всех населенных пунктах района обустроены детские площадки, построен хоккейный корт и установлены уличные тренажёры для свободного доступа к занятиям спорта. Начинает развиваться сельское хозяйство (животноводство). В динамике за последние годы наблюдается рост среднемесячной заработной платы как работников крупных и средних предприятий и некоммерческих организаций, так и работников учреждений образования, здравоохранения и культуры, осуществляющих деятельность на территории района. Среднемесячная начисленная заработная плата работников крупных и средних предприятий и некоммерческих организаций района в 2018 году увеличилась на 24,35 % по отношению к 2017 году и составила 94 966,7 рублей. На плановый период 2019 - 2021 годы темп роста среднемесячной начисленной заработной платы данной категории работников предположительно составит 12 % ежегодно. В 2018 году средняя заработная плата работников бюджетной сферы района составила: муниципальных дошкольных образовательных учреждений – 46 982,1 рублей, что на 26,6 процентов выше уровня 2017 года, муниципальных общеобразовательных учреждений – 57 559,4 рублей, что на 10 процентов выше уровня 2017 года: учителей муниципальных общеобразовательных учреждений – 81 371,46 рублей, на 2,2 процента выше, чем в 2017 году; муниципальных учреждений культуры и искусства – 46955,9 рубль, что выше уровня 2017 года на 48,6 процента. За последнее пять лет налоговые и не налоговые доходы бюджета района увеличились в 10 раз и составляют 381 млн.руб. С 2013 г. по 2017 г. Соболевский район по рейтингу Министерства экономического развития и торговли Камчатского края среди муниципальных образований Камчатского края постоянно находился в тройке лидеров. За выделенные дополнительные финансовые средства по итогам рейтинга в с. Соболево обустроена Аллея "Славы". В перспективных планах развития района планируется: строительство магистральной оптоволоконной линии связи до поселка, строительство новых сейсмоустойчивых зданий детского сада и школы в с.Соболево, строительство убойного цеха и мини-молокозавода, установить банкомат в Сбербанке с.Соболево, продолжить ремонт многоквартирных домов, а также осуществить строительство водопровода в 2021г.
Несмотря на то, что газ добывается в Соболевском районе, местным жителям он продается дороже, чем в краевом центре Камчатки, до которого труба тянется ещё более 500 километров. Проезд по единственной дороге, связывающей район с другими территориями края  затруднен из-за ограничений, введенных ООО «Газпром трансгаз Томск». Проезд по технической дороге до г. Петропавловск-Камчатский осуществляется по четным числам месяца, а в обратном направлении по нечетным.

## Соболевское сельское поселение
Статус и границы сельского поселения установлены Законом Камчатской области от 22 октября 2004 года № 224 «Об установлении границ муниципальных образований, расположенных на территории Соболевского района Камчатской области, и о наделении их статусом муниципального района, сельского поселения».

## Население
В 1888 году в селении было: часовня во имя святого Николая Чудотворца, 15 домов, 106 жителей обоего пола, в т.ч 47 мужчин и 59 женщин, население было представлено камчадалами.
| 1888  | 1926  | 1959  | 1970  | 1979  | 1989  | 2002  | 2010  |
| ----- | ----- | ----- | ----- | ----- | ----- | ----- | ----- |
| 106   | ↗252  | ↗1272 | ↗2097 | ↗2448 | ↗2922 | ↘1893 | ↘1773 |
| 2012  | 2013  | 2014  | 2015  | 2016  | 2017  | 2018  | 2019  |
| ↗1783 | ↘1773 | ↘1737 | ↘1721 | ↘1683 | ↘1669 | ↘1649 | ↗1668 |
| 2020  | 2021  | 2023  |       |       |       |       |       |
| ↗1698 | ↘1423 | ↘1420 |       |       |       |       |       |

В начале XVIII века в селе проживал ительменский род, население составляло 80 человек, впоследствии, с притоком русских, население существенно увеличилось, пик его пришёлся на 1989 год, когда население посёлка составляло 2 922 жителя.

## Транспорт
В начале 2000-х в рамках строительства газопровода до Петропавловска-Камчатского к селу был подведен газопровод от Кшукского месторождения. В 2009 году газопровод был проложен в краевой центр, а с ним и дорога до села Карымай, вследствие чего появился сухопутный путь до Петропавловска-Камчатского. Имеется небольшой аэродром.

## СМИ и Интернет
В селе издаётся районная газета «Соболевские вести». Высокоскоростной интернет по оптоволоконной линии на данный момент (апрель 2020) отсутствует. Выход в сеть производится по ADSL технологии, предоставляет эту возможность Ростелеком. Тарифы безумно дорогие, пакет трафика объемом 2 гигабайта стоит 1300 рублей. Скорость соединения достигает 1 мб/сек., задержка составляет минимум 600 мс. На краевом уровне рассматривается вопрос о прокладке ВОЛС, но только в случае строительства федеральной трассы.

## Известные люди
- Таяновский, Игорь Александрович (1936—2009) — поэт, прозаик.
- Селиванова, Наталья Николевна (р. 1948) — журналист, писатель; Заслуженный работник культуры РСФСР (1983).